# Sant Martí Vell (Castell de Vernet)

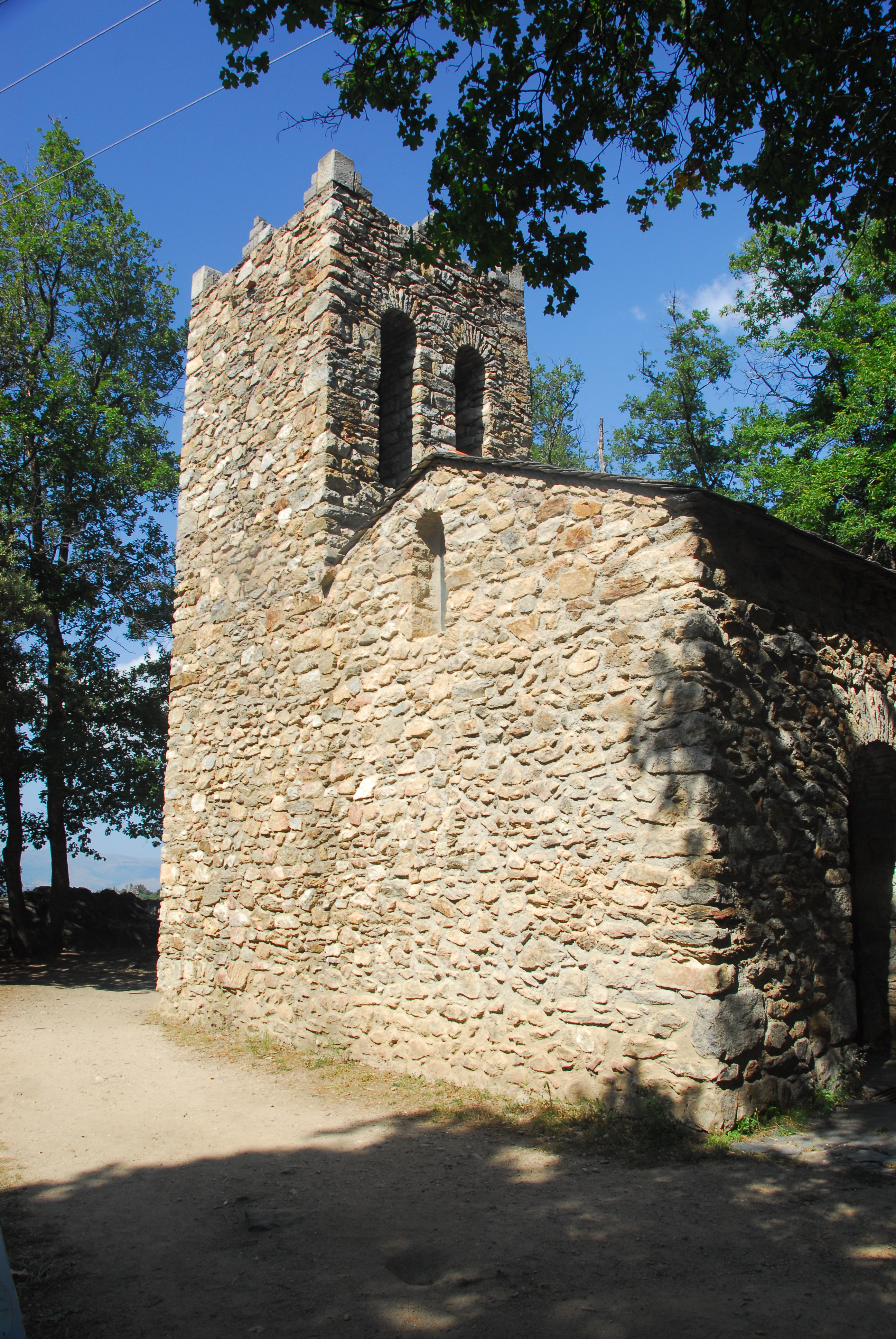
Campanar i façana oriental

Sant Martí Vell és l'antiga església parroquial romànica del poble de Castell de Vernet, de la comarca nord-catalana del Conflent.
És a llevant del poble de Castell de Vernet, al peu del camí de pujada a Sant Martí del Canigó. Al costat seu, dalt d'un penyal, hi havia hagut la Fortalesa de Castell, de la qual no queda res.
Segons alguns autors aquesta era la domus Sancti Martini esmentada el 997, i no la primera església del cementiri, com proposen d'altres. Aquesta domus hauria estat ampliada i convertida en parròquia del poble en consolidar-se l'abadia benedictina.
Més endavant, en construir-se una altra església a baix el poble, també dedicada a sant Martí, aquesta església va passar a conèixer-se com a Sant Martí Vell, i es convertí en oratori. Caiguda en desús, va esdevenir un munt de ruïnes entre els esbarzers que s'ensenyoriren del lloc, fins que els darrers anys de la dècada dels 70 del segle XX es va reconstruir, a partir de la iniciativa del monjo cistercenc Bernat de Chabannes, que té cura de Sant Martí del Canigó.

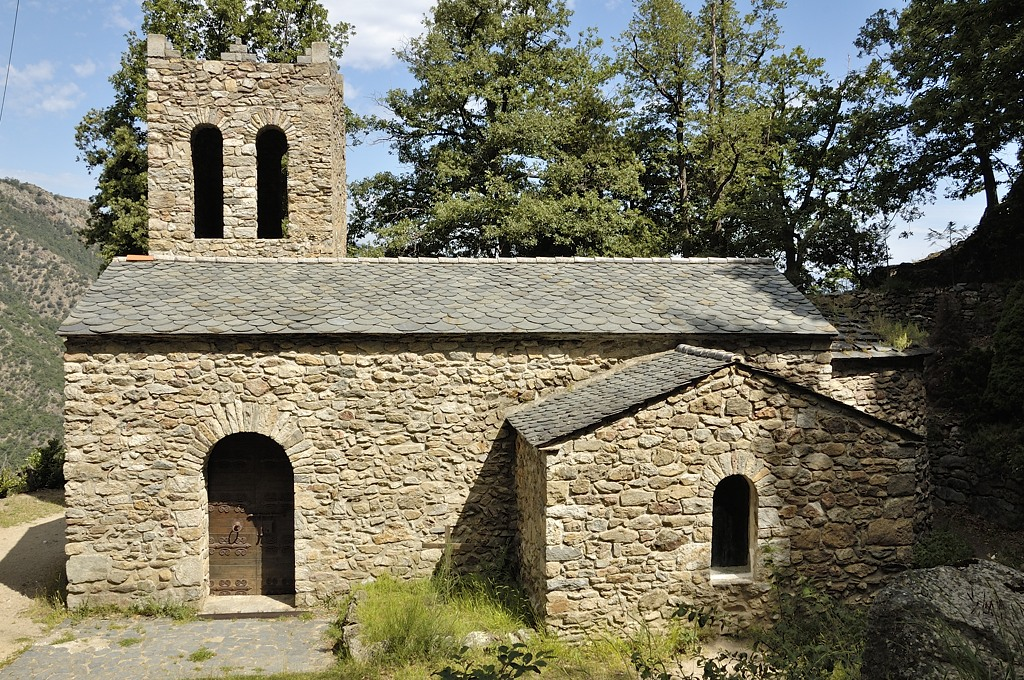
Façana meridional de l'església

És una església d'una sola nau amb capçalera quadrada. Al costat nord dels peus de la nau hi ha un campanar quadrat, no gaire alt. Més tardanament es van afegir dues capelles a banda i banda, formant transsepte amb el presbiteri. Les primeres filades dels murs de l'església mostren un aparell constructiu del segle xi.